# Szarada
Szarada – gatunek literatury stosowanej, zagadka w formie wiersza, w którym w różny sposób zostało zaszyfrowane jakieś zdanie lub wyraz. W szaradzie zwykłej sylaby zaszyfrowanego tekstu są oznaczone kolejno liczbami. Także synonim wszelkich rozrywek umysłowych.
Występowała w formie szarady prasowej i odgrywanych na scenie tzw. żywych szarad (obecnie: kalambury) 
Szarada była popularną zabawą salonową, często stanowiła element flirtu. W Emmie Jane Austen pastor Elton daje wyraz swojemu zainteresowaniu jedną z bohaterek, dając jej ułożoną przez siebie szaradę, której rozwiązanie stanowi wyraz "konkury". Podobną scenę odnajdujemy między Lewinem a Kitty w Annie Kareninie Lwa Tołstoja.
Historia szarady w Polsce i na świecie jest opisana w książce Krzysztofa Oleszczyka Szarada.